# Roberta Panara
Roberta Panara (Cisliano, 12 gennaio 1984) è un'ex nuotatrice italiana.
Specializzata nella rana ha partecipato alle Olimpiadi di Pechino 2008 classificandosi 22^ nei 100 m rana e 14^ nella staffetta 4x100 m misti.
È stata detentrice del record italiano in vasca lunga dei 50 m rana con il tempo di 31"08 stabilito il 5 marzo 2009 a Riccione durante i campionati italiani assoluti invernali.

## Palmarès
Nota: questa lista è incompleta.
| Giochi Olimpici            | ---                     | 100 m rana                | 4 x 100 m mista                 |                                |
| 2008 Pechino Cina          | ---                     | 22ª in batteria 1'08"90   | 14 - 4'04"93 frazione: 1'08"36  |                                |
| Campionati del mondo       | 50 m rana               | 100 m rana                | 4 x 100 m mista                 |                                |
| 2007 Melbourne Australia   | 12ª in semifinale 32"10 | 19ª in batteria 1'10"18   | ---                             |                                |
| 2009 Roma Italia           | 14ª in semifinale 31"16 | ---                       | ---                             |                                |
| Campionati europei         | 50 m rana               | 100 m rana                | 4 x 100 m mista                 |                                |
| 2002 Berlino Germania      | 12ª in semifinale 32"81 | ---                       | squalificata nuota in batteria  |                                |
| 2006 Budapest Ungheria     | 5ª 32"12                | ---                       | ---                             |                                |
| 2008 Eindhoven Paesi Bassi | 10ª in semifinale 32"34 | 12ª in semifinale 1'10"33 | ---                             |                                |
| Europei in vasca corta     | 50 m rana               | 100 m rana                | 4 x 50 m mista                  |                                |
| 2007 Debrecen Ungheria     | 20ª in batteria 31"89   | 22ª in batteria 1'09"21   | ---                             |                                |
| 2008 Fiume Croazia         | 5 30"66                 | 7ª 1'07"17                | Bronzo: 1'47"05 frazione: 30"10 |                                |
| Giochi del Mediterraneo    | 50 m rana               | 100 m rana                | 4 x 100 m st. libero            | 4 x 100 m misti                |
| 2001 Tunisi Tunisia        | ---                     | Bronzo 1'11"39            | Bronzo: 3'48"96 frazione: 58"58 |                                |
| 2009 Pescara Italia        | Bronzo 31"19            | Oro 1'08"47               | ---                             | Oro: 4'04"57 frazione: 1'07"23 |
| Universiadi                | 50 m rana               | 100 m rana                | 4 x 100 m mista                 |                                |
| 2003 Daegu Corea del Sud   | 6ª 32"85                | ---                       | 8ª - 3'51"04 frazione: 57"78    |                                |
| Europei giovanili          | 50 m rana               | 100 m rana                | 4 x 100 m mista                 |                                |
| 2000 Dunkerque Francia     | Argento 33"03           | ---                       | ---                             |                                |

### Campionati italiani
19 titoli individuali e 28 in staffette, così ripartiti:
- 16 nei 50 m rana
- 3 nei 100 m rana
- 3 nella 4 x 50 m sl
- 11 nella 4 x 100 m sl
- 6 nella 4 x 200 m sl
- 3 nella 4 x 50 m misti
- 5 nella 4 x 100 m misti

nd = non disputata
| Anno | Edizione    | st.libero 50 m | st.libero 100 m | st.libero 4x50 m | st.libero 4x100 m | st. libero 4x200 m | rana 50 m | rana 100 m | rana 200 m | mista 4x50 m | mista 4x100 m |
| ---- | ----------- | -------------- | --------------- | ---------------- | ----------------- | ------------------ | --------- | ---------- | ---------- | ------------ | ------------- |
| 1999 | Estivi      | -              | -               | nd               | -                 | -                  | 3         | 2          | -          | -            | -             |
| 1999 | Invernali   | -              | -               | nd               | nd                | nd                 | 3         | -          | -          | nd           | nd            |
| 2000 | Primaverili | -              | -               | nd               | 1                 | 3                  | 2         | 2          | -          | nd           | 3             |
| 2000 | Estivi      | -              | -               | nd               | 3                 | -                  | 2         | 3          | -          | nd           | -             |
| 2000 | Invernali   | -              | -               | 1                | nd                | nd                 | 1         | 2          | 2          | 3            | nd            |
| 2001 | Primaverili | -              | -               | nd               | 1                 | 1                  | -         | -          | -          | nd           | 1             |
| 2001 | Estivi      | -              | -               | nd               | 1                 | 1                  | 2         | 1          | -          | nd           | 2             |
| 2001 | Invernali   | -              | -               | 1                | nd                | nd                 | 1         | 2          | -          | 2            | nd            |
| 2002 | Primaverili | -              | -               | nd               | 1                 | 3                  | 1         | -          | -          | nd           | 1             |
| 2002 | Estivi      | -              | -               | nd               | 1                 | 1                  | 2         | -          | -          | nd           | 1             |
| 2002 | Invernali   | -              | -               | 1                | nd                | nd                 | 1         | 3          | -          | 2            | nd            |
| 2003 | Primaverili | -              | -               | nd               | 1                 | 1                  | 1         | -          | -          | nd           | 3             |
| 2003 | Estivi      | -              | -               | nd               | 1                 | 1                  | 1         | -          | -          | nd           | -             |
| 2003 | Invernali   | -              | -               | -                | nd                | nd                 | -         | -          | -          | 1            | nd            |
| 2004 | Primaverili | -              | -               | nd               | 1                 | -                  | -         | -          | -          | nd           | -             |
| 2004 | Estivi      | -              | -               | nd               | 1                 | 1                  | -         | -          | -          | nd           | -             |
| 2004 | Invernali   | -              |                 | 2                | nd                | nd                 | -         | -          | -          | 1            | nd            |
| 2005 | Primaverili | -              | -               | nd               | 3                 | -                  | 2         | -          | -          | nd           | -             |
| 2005 | Estivi      | -              | -               | nd               | 1                 | 2                  | -         | -          | -          | nd           | -             |
| 2005 | Invernali   | -              | -               | 2                | nd                | nd                 | -         | -          | -          | 1            | nd            |
| 2006 | Primaverili | -              | -               | nd               | 1                 | 3                  | 1         | -          | -          | nd           | 1             |
| 2006 | Estivi      | -              | -               | nd               | -                 | -                  | 1         | -          | -          | nd           | -             |
| 2006 | Invernali   | 2              | 3               | nd               | nd                | nd                 | 1         | 1          | -          | nd           | nd            |
| 2007 | Primaverili | -              | -               | nd               | 3                 | -                  | 1         | -          | -          | nd           | 3             |
| 2007 | Estivi      | -              | -               | nd               | -                 | -                  | 1         | 2          | -          | nd           | 3             |
| 2007 | Invernali   | -              | -               | nd               | nd                | nd                 | 2         | -          | -          | nd           | nd            |
| 2008 | Primaverili | -              | -               | nd               | 2                 | -                  | 1         | 1          | -          | nd           | 2             |
| 2008 | Estivi      | -              | -               | nd               | 2                 | -                  | 1         | -          | -          | nd           | 3             |
| 2008 | Invernali   | -              | -               | nd               | nd                | nd                 | 1         | 2          | -          | nd           | nd            |
| 2009 | Primaverili | -              | -               | nd               | -                 | -                  | 1         | -          | -          | nd           | 2             |
| 2009 | Estivi      | -              | -               | nd               | -                 | -                  | 1         | -          | -          | nd           | 1             |